# Regiunea Sahalin
Regiunea Sahalin (în rusă Сахалинская область, Sahalinskaia oblast) este o regiune din sud estul Rusiei de care aparține și insula cu același nume, fiind situată la nord de Japonia ca și insulele Kurile (pretinse de Japonia) în Oceanul Pacific de nord. Regiunea are o populație compusă în mare parte de ruși (86,5 %), coreeni (5,3 %), ucraineni (2,6 %). Populația ainu (locuitorii vechi ai Japoniei) a fost în până în anii 1945 deportată în Japonia. Insulele aparținătoare au fost anexate în secolul XIX Rusiei, constituind un motiv de conflict cu Japonia. La sfârșitul secolului XIX-lea aici se aflau lagăre de muncă forțată ale deținuților politici și ale prizonierilor de război. Până în anul 1945, sudul Sahalinului a aparținut Japoniei la sfârșitul celui de al doilea război mondial Rusia ocupă și Sahalinul de sud, constituind regiunea Sahalin. În regiunea Sahalinului de nord se găsesc zăcăminte de petrol și gaze naturale. O ramură economică importantă a regiunii o constituie industria pescuitului.

## Insula Sahalin
Din punct de vedere geografic se află în Marea Ohoțk având coordonatele long. 50° 17′ N. lat. 142° 58′ E.

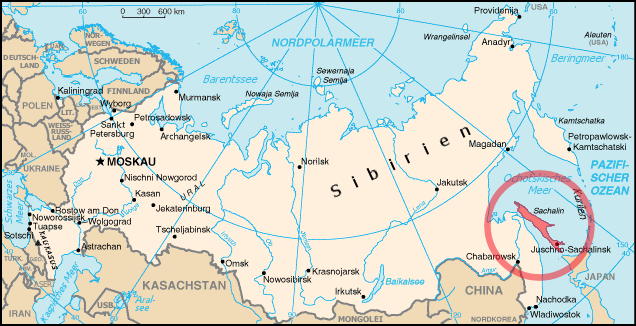
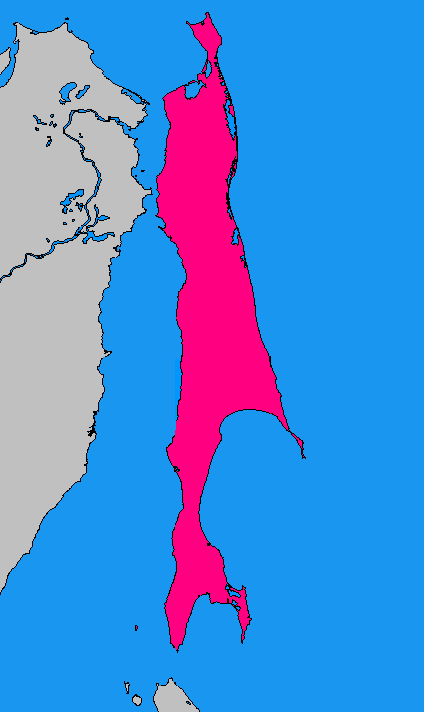

## Religie
În regiunea Sahalin, creștinismul este religia ceea mai răspândită.
Religiile din Regiunea Sahalin (2012)
     Ortodocși ruși (21,6%)
     Creștini neafiliați (4%)
     Alți Ortodocși (2%)
     Rodnover (1%)
     Protestantism (1%)
     Spiritual dar nu religios (37%)
     Ateism (15%)
     Alta sau undeclarată (18,4%)

## Administrație
| District                 | Locuitori | Locuitori din orașe | Locuitori din sate |                          |
| ------------------------ | --------- | ------------------- | ------------------ | ------------------------ |
| Iujno-Sahalinsk          | 181.165   | 173.618             | 7.547              |                          |
| Aleksandrovsk-Sahalinski | 12.206    | 12.206              | ---                |                          |
| Holmsk                   | 33.468    | 33.468              | ---                |                          |
| Dolinsk                  | 11.971    | 11.971              | ---                |                          |
| Korsakov                 | 35.944    | 35.944              | ---                |                          |
| Nevelsk                  | 17.772    | 17.772              | ---                |                          |
| Oha                      | 27.212    | 27.212              | ---                |                          |
| Poronaisk                | 17.418    | 17.418              | ---                |                          |
| Uglegorsk                | 12.837    | 12.837              | ---                |                          |
| Raion                    | Locuitori | Locuitori din orașe | Locuitori din sate | Centrul administrativ    |
| Aleksandrovsk-Sahalinski | 4.229     | ---                 | 4.229              | Aleksandrovsk-Sahalinski |
| Aniva                    | 15.363    | 8.114               | 7.249              | Aniva                    |
| Holmsk                   | 14.097    | ---                 | 14.097             | Holmsk                   |
| Dolinsk                  | 14.624    | ---                 | 14.624             | Dolinsk                  |
| Iujno-Kurilsk            | 9.892     | 5.973               | 3.919              | Iujno-Kurilsk            |
| Korsakow                 | 8.502     | ---                 | 8.502              | Korsakow                 |
| Kurilsk                  | 6.904     | 2.077               | 4.827              | Kurilsk                  |
| Makarow                  | 9.452     | 6.990               | 2.462              | Makarow                  |
| Newelsk                  | 7.722     | ---                 | 7.722              | Newelsk                  |
| Nogliki                  | 13.495    | 10.733              | 2.762              | Nogliki                  |
| Ocha                     | 4.937     | ---                 | 4.937              | Ocha                     |
| Poronaisk                | 10.356    | 2.868               | 7.488              | Poronaisk                |
| Sewero-Kurilsk           | 2.522     | 2.522               | ---                | Sewero-Kurilsk           |
| Smirnych                 | 14.615    | 7.411               | 7.204              | Smirnych                 |
| Tomari                   | 11.167    | 5.079               | 6.088              | Tomari                   |
| Tymowskoje               | 18.689    | 8.351               | 10.338             | Tymowskoje               |
| Uglegorsk                | 15.834    | 10.427              | 5.407              | Uglegorsk                |